# Championnats ibéro-américains d'athlétisme 2014
Navigation
Édition précédente Édition suivante
La 16e édition des Championnats ibéro-américains d'athlétisme (en espagnol : XVI Campeonato Iberoamericano de Atletismo) se déroule du 1er au 3 août 2014 au Stade Estadio Ícaro de Castro Melo de São Paulo, au Brésil. La compétition réunit les athlètes des pays de la zone Ibéro-Amérique, ainsi que l'Espagne, le Portugal et les nations hispanophones et lusophones d'Afrique.

## Participants
| Amérique centrale et Caraïbes                                                                      | Amérique du Sud                                                                                       | Europe               | Afrique                                          |
| -------------------------------------------------------------------------------------------------- | --- | -------------------- | ------------------------------------------------ |
| - Costa Rica - Cuba - Salvador - Honduras - Mexique - Panama - Porto Rico - République dominicaine | - Argentine - Bolivie - Brésil - Chili - Colombie - Équateur - Paraguay - Pérou - Uruguay - Venezuela | - Espagne - Portugal | - Angola - Cap-Vert - Guinée-Bissau - Mozambique |

## Résultats

### Hommes
| 100 m | Andy Martínez 10 s 30                                                                        | Jorge Vides 10 s 31                                                                              | Isidro Montoya 10 s 32                                                       |
| 200 m | Jorge Vides 20 s 42                                                                          | Bernardo Baloyes 20 s 43                                                                         | Rolando Palacios 20 s 60                                                     |
| 400 m | Anderson Henriques 45 s 40                                                                   | Pedro Luiz Burmann 45 s 73                                                                       | Nery Brenes 45 s 97                                                          |
| 800 m | Rafith Rodríguez 1 min 44 s 77 (CR)                                                          | Thiago do Rosario André 1 min 45 s 99                                                            | Lucirio Garrido 1 min 46 s 60                                                |
| 1 500 m | Marvin Blanco 3 min 43 s 88                                                                  | Álvaro Rodríguez Melero 3 min 43 s 91                                                            | Carlos Díaz del Río 3 min 44 s 74                                            |
| 3 000 m | Juan Luis Barrios 7 min 59 s 50                                                              | Bayron Piedra 7 min 59 s 55                                                                      | Carlos dos Santos 8 min 01 s 19                                              |
| 5 000 m | Bayron Piedra 13 min 50 s 20                                                                 | Altobeli da Silva 13 min 54 s 65                                                                 | Iván Fernández 13 min 59 s 61                                                |
| 110 m haies | Jorge McFarlane 13 s 53                                                                      | Javier McFarlane 13 s 57                                                                         | Jonatha do Nascimento do Paraizo Mendes 13 s 70                              |
| 400 m haies | Andrés Silva 48 s 65 (CR)                                                                    | Eric Alejandro 49 s 07                                                                           | Mahau Suguimati 49 s 99                                                      |
| 3 000 m steeple | Marvin Blanco 8 min 35 s 87                                                                  | Fernando Carro 8 min 39 s 66                                                                     | Tomás Tajadura 8 min 40 s 32                                                 |
| 4 × 100 m | Brésil Luis Gabriel Pereira Jefferson Lucindo Aldemir Gomes da Silva Jorge Vides 39 s 35     | République dominicaine Enmanuel Brioso Carlos Oroza Stanly del Carmen Yoandry Andújar 39 s 92    | Angola Mauro de Sousa Osvaldo Morais Prisca Baptista Kevin Fernandes 41 s 12 |
| 4 × 400 m | République dominicaine Winder Cuevas Yon Soriano Juander Santos Luguelín Santos 3 min 2 s 73 | Brésil Pedro Luiz Burmann Wagner Cardoso Hederson Alves Estefani Anderson Henriques 3 min 2 s 80 |                                                                              |
| 20 000 m marche | Iván Gabriel Garrido 1 h 22 min 13 s 74                                                      | Marc Tur 1 h 23 min 22 s 19                                                                      | Yerko Araya 1 h 23 min 34 s 68                                               |
| Saut en hauteur | Edgar Rivera 2,28 m                                                                          | Luis Joel Castro Rivera 2,26 m                                                                   | Guilherme Cobbo 2,24 m                                                       |
| Saut à la perche | Germán Chiaraviglio José Rodolfo Pacho 5,20 m                                                |                                                                                                  | João Gabriel Santos 5,20 m                                                   |
| Saut en longueur | Luis Rivera 8,24 m                                                                           | Higor Silva 8,00 m                                                                               | Luis Felipe Méliz 7,76 m                                                     |
| Triple saut | Jonathan Henrique Silva 16,84 m (+1,3)                                                       | Kauam Bento 16,79 m. (+1,5)                                                                      | Alberto Álvarez 16,31 m (+0,7)                                               |
| Lancer du poids | Germán Lauro 20,14 m                                                                         | Darlan Romani 19,64 m                                                                            | Stephen Sáenz 18,62 m                                                        |
| Lancer du disque | Germán Lauro 61,62 m                                                                         | Felipe Lorenzon 59,85 m                                                                          | Ronald Julião 59,75 m                                                        |
| Lancer du marteau | Wagner Domingos 74,12 m                                                                      | Allan Wolski 70,81 m                                                                             | Dario Manso 69,37 m                                                          |
| Lancer du javelot | Dayron Márquez 78,80 m                                                                       | Julio César de Oliveira 78,04 m                                                                  | Víctor Fatecha 74,73 m                                                       |
| Décathlon | Felipe Vinícius dos Santos 7 810 pts                                                         | Jorge Ureña 7 644 pts                                                                            | Guillermo Ruggeri 7 274 pts                                                  |
| Records et Performances - AR : Record continental (area record) - CR : Record des championnats (championship record) - MR : Record du meeting (meet record) - NR : Record national (national record) - OR : Record olympique (olympic record) - PR : Record paralympique (paralympic record) - PB : Record personnel (personal best) - SB : Meilleure performance personnelle de la saison (season's best) - WL : Meilleure performance mondiale de l'année (world leader) - WJR : Record du monde junior (world junior record) - WR : Record du monde (world record) Circonstances et Conditions - DNF : N'a pas terminé (did not finish) - DNS : N'a pas pris le départ (did not start) - DQ : Disqualification (disqualification) - NM : Aucun essai valable enregistré (No Mark) - Q : Qualifié « directement » au prochain tour (ou à la prochaine compétition), lors d'une compétition majeure, grâce au classement ou à la réalisation des minima (automatic qualifier) - q : Qualifié au prochain tour (ou à la prochaine compétition), lors d'une compétition majeure, grâce au repêchage ou à la réalisation de l'une des meilleures performances parmi celles des « non qualifiés directement » (grâce au meilleur temps ou à la meilleure distance par exemple) (secondary qualifier) |                                                                                              |                                                                                                  |                                                                              |

### Femmes
| 100 m | Ana Claudia Lemos 11 s 13                                                                     | Eliecit Palacios Santos 11 s 40                                                              | Franciela Krasucki 11 s 43             |
| 200 m | Franciela Krasucki 23 s 41                                                                    | Marisol Landazuri 23 s 60                                                                    | Vanusa dos Santos 23 s 64              |
| 400 m | Geisa Coutinho 51 s 76                                                                        | Jennifer Padilla 52 s 72                                                                     | Joelma das Neves Sousa 53 s 04         |
| 800 m | Gabriela Medina 2 min 03 s 17                                                                 | Cristina Guevara 2 min 03 s 22                                                               | Marta Pen 2 min 05 s 18                |
| 1 500 m | Muriel Coneo 4 min 14 s 42                                                                    | Cristina Guevara 4 min 16 s 09                                                               | Juliana Gomes dos Santos 4 min 16 s 48 |
| 3 000 m | Juliana dos Santos 9 min 19 s 80                                                              | Muriel Coneo 9 min 22 s 10                                                                   | Eliona Delgado Castro 9 min 23 s 10    |
| 5 000 m | Inés Melchor 15 min 58 s 85                                                                   | Cruz da Silva 16 min 02 s 40                                                                 | Sara Ribeiro 16 min 05 s 45            |
| 100 m haies | Lavonne Idlette 12 s 99                                                                       | Yveth Lewis 13 s 05                                                                          | Lina Flores 13 s 18                    |
| 400 m haies | Zudikey Rodríguez 56 s 64                                                                     | Déborah Rodríguez 57 s 56                                                                    | Sharolyn Scott 58 s 10                 |
| 3000 m steeple | María Mancebo 9 min 45 s 84                                                                   | Zulema Arenas Huacasi 9 min 53 s 42                                                          | Beverly Ramos 10 min 03 s 12           |
| 4 × 100 m | Brésil Vanusa dos Santos Ana Claudia Lemos Franciela Krasucki Rosângela Santos 42 s 92        | République dominicaine Lavonne Idlette Fany Chalas Margarita Manzueta Hiyadilis Melo 46 s 58 |                                        |
| 4 × 400 m | Brésil Geisa Coutinho Bárbara de Oliveira Joelma das Neves Sousa Jailma de Lima 3 min 29 s 66 |                                                                                              |                                        |
| 10 000 m marche | Julia Takacs 43 min 10 s 95                                                                   | Erica Rocha de Sena 43 min 48 s 30                                                           | Kimberly Garcia Leon 43 min 57 s 44    |
| Saut en hauteur | Mônica de Freitas 1,82 m                                                                      | Betsabé Páez 1,75 m                                                                          | Tamara de Sousa 1,75 m                 |
| Saut à la perche | Patricia dos Santos 4,10 m                                                                    | Karla da Silva 4,10 m                                                                        | Valeria Chiaraviglio 4,10 m            |
| Saut en longueur | Juliet Itoya 6,64 m                                                                           | Juliana Angulo 6,33 m                                                                        | Eliane Martins 6,31 m                  |
| Triple saut | Yosiri Urrutia 14,41 m                                                                        | Gisele de Oliveira 13,71 m                                                                   | Tânia Ferreira da Silva 13,47 m        |
| Lancer du poids | Natalia Duco 17,53 m                                                                          | Sandra Lemos 17,10 m                                                                         | Kelly Pinho 16,95 m                    |
| Lancer du disque | Karen Gallardo 59,66 m                                                                        | Fernanda Borges 59,08 m                                                                      | Andressa de Morais 57,82 m             |
| Lancer du marteau | Jennifer Dahlgren 66,84 m                                                                     | Eli Moreno 66,01 m                                                                           | Zuleima Mina 62,84 m                   |
| Lancer du javelot | Jucilene de Lima 61,71 m                                                                      | Laila Ferrer 58,12 m                                                                         | Flor Ruíz 57,31 m                      |
| Heptathlon | Vanessa Chefer 5722 pts                                                                       | Alysbeth Félix 5578 pts                                                                      | Lecabela Quaresma 5574 pts             |
| Records et Performances - AR : Record continental (area record) - CR : Record des championnats (championship record) - MR : Record du meeting (meet record) - NR : Record national (national record) - OR : Record olympique (olympic record) - PR : Record paralympique (paralympic record) - PB : Record personnel (personal best) - SB : Meilleure performance personnelle de la saison (season's best) - WL : Meilleure performance mondiale de l'année (world leader) - WJR : Record du monde junior (world junior record) - WR : Record du monde (world record) Circonstances et Conditions - DNF : N'a pas terminé (did not finish) - DNS : N'a pas pris le départ (did not start) - DQ : Disqualification (disqualification) - NM : Aucun essai valable enregistré (No Mark) - Q : Qualifié « directement » au prochain tour (ou à la prochaine compétition), lors d'une compétition majeure, grâce au classement ou à la réalisation des minima (automatic qualifier) - q : Qualifié au prochain tour (ou à la prochaine compétition), lors d'une compétition majeure, grâce au repêchage ou à la réalisation de l'une des meilleures performances parmi celles des « non qualifiés directement » (grâce au meilleur temps ou à la meilleure distance par exemple) (secondary qualifier) |                                                                                               |                                                                                              |                                        |